# Pseudopelina setosa
Pseudopelina setosa är en tvåvingeart som beskrevs av Ichiro Miyagi 1977. Pseudopelina setosa ingår i släktet Pseudopelina och familjen vattenflugor. Inga underarter finns listade i Catalogue of Life.